# Попов, Алексей Егорович
Алексе́й Его́рович Попо́в (1847, Калужская губерния — не ранее 1918, РСФСР) — церковный историк, богослов, преподаватель Пензенской духовной семинарии, редактор «Пензенских епархиальных ведомостей». Подготовил к печати справочник «Пензенская епархия» (1907).

## Биография
Родился в 1847 году в Калужской губернии. Окончил Калужскую духовную семинарию (1868), Московскую духовную академию (1872).
С 1872 — преподаватель Пензенской духовной семинарии.
В 1873—1875 — помощник редактора, а затем редактор неофициальной части «Пензенских епархиальных ведомостей» (ПЕВ). Будучи талантливым организатором, он привлек к работе многих замечательных представителей пензенской интеллигенции. Попову удавалось сдерживать серьёзный нажим полицейско-административной машины и ортодоксов клерикализма. Журнал откликался на все важнейшие международные события, такие, как Русско-турецкая война 1877-78 гг., Берлинский договор и т. д. Постепенно появлялись статьи, утверждавшие идеи самобытности русского народа, осуждались действия социалистов.
Руководил летними курсами учителей начальных народных училищ губернии.
С 1888 — член Пензенского губернского статистического комитета, с 1892 — гласный городской Думы, с 1902 — член ПУАК и товарищества пред. историко-археол. и статистического комитета при Пензенской духовной семинарии.
В 1907 состоял делопроизводителем Пензенского епархиального училищного совета; председатель правления Общества вспомоществования учащим и учившим в церковных школах епархии.
Участвовал в подготовке историко-статистического описания «Пензенская епархия» (1907), выпущ. ред. ПЕВ. Этой же редакцией были изданы книги: «Церкви, причты и приходы Пензенской епархии» (1896), «Памятная книжка Пензенской епархии» (1897).

## Награды
Награждён орденом святой Анны 3-й и 2-й степеней (1883, 1897), орденом Святого Станислава 3-й и 2-й степеней (1877, 1889), Святого Владимира 4-й степени (1900).